# Rhadinopsylla angusta
Rhadinopsylla angusta är en loppart som beskrevs av Tiflov 1937. Rhadinopsylla angusta ingår i släktet Rhadinopsylla och familjen mullvadsloppor. Inga underarter finns listade i Catalogue of Life.